# Вовченко Ірина Олександрівна
Ірина Олександрівна Прошкіна, у шлюбі Вовченко (15 травня 1929, Москва — 29 червня 2000, смт Високий, Харківська обл.) — українська бібліографка, бібліографознавиця, педагогиня, кандидатка педагогічних наук (1978), професорка (1989).

## Біографія
Ірина Прошкіна народилася 15 травня 1929 року в родині службовців. Після закінчення школи вступила на факультет бібліографії Московського державного бібліотечного інституту. Закінчила з відзнакою у 1952 році. Навчалася в аспірантурі МДБІ, де зустріла харків'янина Володимира Вовченко, з яким одружилася. 
У 1953 році переїхала до Харкова і своє життя пов'язала з Харківським інститутом культури. Почала працювати на кафедрі загальної бібліографії разом з колегами Ігорем Корнєйчиком, Віктором Витяжковим, Валентиною Маслєнніковою. Викладала курс «Бібліографія художньої літератури», започаткувала новий курс «Іноземна бібліографія». Водночас з викладацькою діяльністю займалась розробкою навчально-методичних матеріалів до курсів, дослідженнями з історії бібліографії України, бібліографії художньої літератури та літературознавства в Україні, іноземної бібліографії, вивчала бібліографічну діяльність Національної парламентської бібліотеки, становлення та розвитку української бібліографії у 1920-х роках. Брала участь у засіданнях Міжнародної федерації бібліотечний асоціацій і установ (ІФЛА) (1963 рік — у Болгарії, 1969 — у Польщі).
У 1978 році захистила кандидатську дисертацію «Становлення радянської бібліографії в УРСР (1917—1929)» в Московському державному бібліотечному інституті.
У 1979–1989 роках Ірина Вовченко очолювала кафедру загального бібліографознавства та книгознавства Харківського державного інституту культури, з 1990 року обіймала посаду професора кафедри, викладала бібліографічні дисципліни, керувала науковими і дипломними роботами студентів, входила до складу редколегії першого в Україні державного ретроспективного покажчика «Бібліографічні посібники УРСР. 1976—1980». Брала участь у міжнародних, всесоюзних та республіканських наукових конференціях.
Пішла з життя 29 червня 2000 року. 

## Основні праці
Авторка навчальних посібників та понад 60 публікацій наукового та навчально-методичного характеру.
- Державна бібліографія на Україні : зб. ст. / Держ. ком. по пресі при Раді Міністрів УРСР, Кн. палата УРСР ; [редкол.: В. М. Скачков (відп. ред.) та ін.]. — Харків : Ред.-видав. від. Кн. палати УРСР, 1967. — Вип. 3 . — 118 с.
- Вовченко І. О Бібліографія художньої літератури та літературознавства на Україні (1946—1966 р.) : лекція. ― Харків, 1968.

- Вовченко І. О. Питання теорії і методики бібліографії на сторінках книгознавчої преси УРСР 20-х років : лекція для студентів-заочників / І. О. Вовченко ; [відп. за вип. Низовий М. А.] ; Харків. держ. ін-т культури. — Харків : ХДІК, 1971. — 23 с.

- Вовченко І. О. Становлення та розвиток радянської бібліографії на Україні: посіб. з історії рад. бібліогр. для студ. ін-тов культури / І. О. Вовченко ; М-во культури УРСР, Харків. держ. ін-т культури. — Харків : ХДІК, 1976. — 99 с.

- Українська радянська бібліографія : навч. посіб. / І. О. Вовченко, О. П. Довгопола, Н. Ф. Королевич та ін.; за ред. Ф. К. Сарани, Д. Д. Тараманова. — Київ : Вища шк., 1980. — 263 с.
- Проблеми удосконалення жанрово-типологічної структури рекомендаційно-бібліографічної продукції УРСР (1976—1980) // Бібліотекознавство та бібліогр. — Харків, 1986. — № 26. — С. 44–50.
- Вовченко І. О., Іллічова Л. С. Вагомий внесок у розвиток українського радянського бібліографознавства (І. І. Корнєйчик) // Бібліотекознавство та бібліогр. — Харків, 1989. — Вип. 29. — С. 120–126.
- Организация и методика библиографической работы в библиотеке : учеб. пособие / М-во культури УССР, Харьк. Гос. ин-т культури ; [сост. В. П. Богданова, Л. М. Борискина, Л. М. Василенко, И. А. Вовченко и др.; под ред. Л. М. Борискиной]. — Харьков : ХГИК, 1990. — 32 с.
- Ю. О. Меженко і ретроспективна національна бібліографія України // Культура України : Історія і сучасність : респ. наук.-теорет. конф., 26–28 жовт. 1992 : тези доп. — Харків, 1992. ― С. 287–290.
- Вовченко І. О. Іноземна бібліографія: навч. посіб. / І. О. Вовченко ; М-во культури України, Харків. держ. ін-т культури. — Харків: ХДІК, 1993. — 85 с.
- Вовченко І. О. М. А. Годкевич — директор Української Книжкової палати (1922—1933 рр.) / І. О. Вовченко // Вісник Харківської державної академії культури. — Харків : ХДАК, 2001. — Вип. 8. — С. 69–79.